# Alsbach (Bergstraße)
Alsbach ist einer von drei Ortsteilen der Gemeinde Alsbach-Hähnlein im südhessischen Landkreis Darmstadt-Dieburg. Alsbach ist Sitz der Gemeindeverwaltung.

## Geographische Lage
Alsbach liegt an der nördlichen Bergstraße, am Rand des Odenwaldes.
Alsbach grenzt im Uhrzeigersinn an Bickenbach, Jugenheim, Balkhausen (alle Landkreis Darmstadt-Dieburg), Auerbach, Rodau (beide Landkreis Bergstraße) und Hähnlein bzw. Sandwiese

## Geschichte

### Von den Anfängen bis zur Gebietsreform in Hessen
Funde bezeugen, dass die Gemarkung Alsbach bereits in der Jungsteinzeit (2800 bis 1800 v. Chr.) bewohnt war. Die älteste erhaltene Erwähnung von Alsbach findet sich für 779 im Lorscher Codex. Im Laufe der Jahrhunderte wurde der Ort mit wechselnden Ortsnamen genannt. Von Altdolfesbach im Jahr 779 über Aldenspach (1307), Altzpach (1357) bis Alßbach im Jahr 1493. Die Verwaltungszugehörigkeit von Alsbach zur Mark Heppenheim ist 795 belegt.
1240 wurde das Schloss Alsbach von Gottfried I. von Bickenbach erbaut. Vorgänger war wahrscheinlich eine Turmhügelburg bei Hähnlein, der so genannte „Weilerhügel“.
1340 wurde eine Kapelle im Ort gebaut, die den Heiligen Katharina und Erasmus geweiht war und die einen Kaplan hatte. Alsbach gehörte jedoch noch bis 1529 zur Pfarrei Bickenbach. Seit 1423 ist ein jüdischer Friedhof nachweisbar. Von 1527 bis 1534 lebte Herzog Ulrich von Württemberg in Alsbach im Exil. Am 18. September 1997 wurde auf Empfehlung der Liegenschaftsverwaltung des Landes Hessen (Landesvermögensverwaltung) der Bürgerverein Historischer und kultureller Förderverein Schloss Alsbach e. V. ins Leben gerufen. Der Verein hat sich zum Ziel gesetzt, für die Burgruine zu werben, diese instand zu halten, zu pflegen, zu verschönern und zu restaurieren. Weiter soll der Verein durch kulturelle Veranstaltungen das hessische Kulturgut Schloss Alsbach den Besuchern attraktiv darstellen und zu einem beliebten und sehenswerten Ausflugsziel für die ganze Familie machen. Seit dem Jahr 2000 verwaltet der Verein das Schloss eigenständig.
Im Mittelalter gehörte Alsbach zum Herrschaftsbereich derer von Bickenbach und später zum Amt Bickenbach der Grafen Erbach zu Erbach, bevor es in Folge der Bayrischen Fehde (1504/1505) in den Besitz der Landgrafschaft Hessen kam.
Bis 1820 gehörte Alsbach zum Amt Zwingenberg, von 1821 bis 1832 zum Landratsbezirk Bensheim, von 1832 bis 1848 zum Kreis Bensheim, von 1848 bis 1852 während der kurzen Zeit der Regierungsbezirke in der Provinz Starkenburg zum Regierungsbezirk Dieburg, von 1852 mit der Neueinführung von Kreisen zum Kreis Bensheim. 1938 wurde mit einer Gebietsreform in Hessen der Kreis Bensheim aufgelöst und Alsbach kam zum Kreis Darmstadt, seit 1977 gehört es zum Kreis Darmstadt-Dieburg.
Die erstinstanzliche Rechtsprechung nahm bis 1821 in Alsbach das Amt wahr, anschließend das Landgericht Zwingenberg, ab 1879 das Amtsgericht Zwingenberg, das 1934 aufgelöst wurde. Seitdem ist das Amtsgericht Bensheim zuständig.
Die Statistisch-topographisch-historische Beschreibung des Großherzogthums Hessen berichtet 1829 über Alsbach:

»Alsbach (L. Bez. Bensheim) luth. Pfarrdorf; liegt am nördlichen Fuße des Melibokus, 1 1⁄4 St. von Bensheim, so wie 468 Hess. (360 Par.) Fuß über der Meeresfläche, und hat 86 Häuser und 579 Einw., die bis auf 1 Kathol. und 31 Juden lutherisch sind. Unter denselben sind 48 Bauern, 36 Handwerker und 20 Taglöhner. Man findet 1 Kirche, 1 Synagoge und in der Nähe die Ruinen des Alsbacher Schlosses; es wird etwas Wein gebaut. – Der Ort kommt in der Heppenheimer Markbeschreibung 773 unter dem Namen Adolvesbach vor, und war 1333 ein Zugehör des Schlosses Tannenberg. Im Jahr 1504 wurde die Familie von Werdenberg mit dem Dorfe belehnt, welches endlich mit dem Zugehör des Schlosses an Hessen kam. Die Kapelle hatte die Gräfin Agnes von Katzenellenbogen, eine geborne von Bickenbach, um 1340 gestiftet; und war ein Filial von Bickenbach, bis sie endlich um 1610 zu einer Pfarrkirche erhoben wurde.«

In der ersten Hälfte des 20. Jahrhunderts, von 1897 bis 1955, verkehrte eine Dampflok-betriebene Nebenbahn zwischen Bickenbach, Alsbach, Jugenheim und Seeheim. Die Planungen für die Verbindung hatten bereits 1869 begonnen, aber es gab viele Widerstände gegen den Bau. So befürchtete man Lärm, Störung der Feldarbeit und die Abwanderung von Feriengästen. Zur damaligen Zeit war die Bergstraße ein beliebtes Erholungsgebiet für Gäste aus ganz Europa, vor allem aus den Fürstenhäusern. Die Nebenbahn verband die nördliche Bergstraße mit der wichtigen Main-Neckar-Bahn am Bahnhof Bickenbach. Neben den Feriengästen benutzte auch die einheimische Bevölkerung die „Ziggelsche“ genannte Nebenbahn. Da einige Züge bis nach Darmstadt fuhren und von Reisenden zum Besuch des Darmstädter Staatstheaters genutzt wurden, erhielten diese den Spitznamen „Theaterzug“.
Im Jahr 1949 wurde auf einer Sanddüne westlich des Ortes, rund um den Bahnhof Hähnlein-Alsbach, die Siedlung Sandwiese gegründet. Drei Jahre entstand die Cilag GmbH Alsbach Bergstraße als deutsche Niederlassung des Schweizer pharmazeutischen Unternehmens Cilag.

### Hessische Gebietsreform (1970–1977)

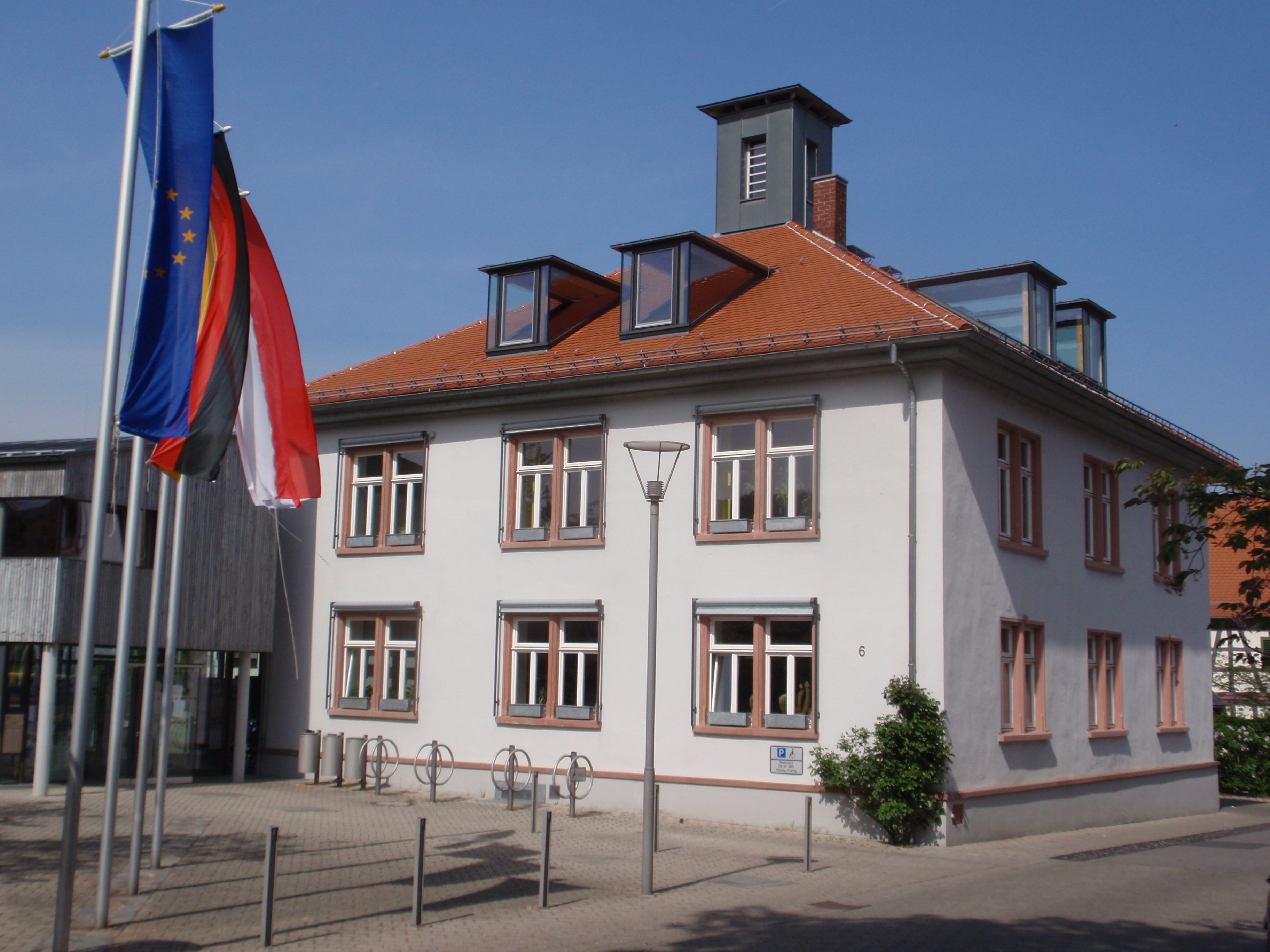
Rathaus von Alsbach-Hähnlein, in Alsbach

Am 1. Januar 1977 wurden, im Zuge der Gebietsreform in Hessen, die bis dahin selbstständigen Gemeinden Alsbach und Hähnlein kraft Landesgesetz zur neuen Gemeinde Alsbach zusammengeschlossen. Der Verwaltungssitz blieb in Alsbach. Am 1. Januar 1978 wurde diese Gemeinde in Alsbach-Hähnlein umbenannt. Ortsbezirke nach der Hessischen Gemeindeordnung wurden nicht errichtet.

### Verwaltungsgeschichte im Überblick
Die folgende Liste zeigt die Staaten und Verwaltungseinheiten, denen Alsbach angehört(e):
- vor 1479: Heiliges Römisches Reich, Grafschaft Katzenelnbogen, Obergrafschaft Katzenelnbogen, Amt Zwingenberg
- ab 1479: Heiliges Römisches Reich, Landgrafschaft Hessen (durch Erbfall), Obergrafschaft Katzenelnbogen, Amt Zwingenberg
- ab 1567: Heiliges Römisches Reich, Landgrafschaft Hessen-Darmstadt, Obergrafschaft Katzenelnbogen (1783: zum Amt Zwingenberg und Jägersburg)
- ab 1803: Heiliges Römisches Reich, Landgrafschaft Hessen-Darmstadt, Fürstentum Starkenburg, Amt Zwingenberg und Jägersburg
- ab 1806: Großherzogtum Hessen,[Anm. 2] Fürstentum Starkenburg, Amt Zwingenberg[9]
- ab 1815: Großherzogtum Hessen[Anm. 3], Provinz Starkenburg, Amt Zwingenberg
- ab 1821: Großherzogtum Hessen, Provinz Starkenburg, Landratsbezirk Bensheim[Anm. 4]
- ab 1832: Großherzogtum Hessen, Provinz Starkenburg, Kreis Bensheim
- ab 1848: Großherzogtum Hessen, Regierungsbezirk Dieburg
- ab 1852: Großherzogtum Hessen, Provinz Starkenburg, Kreis Bensheim
- ab 1871: Deutsches Reich,[Anm. 5] Großherzogtum Hessen, Provinz Starkenburg, Kreis Bensheim
- ab 1918: Deutsches Reich, Volksstaat Hessen,[Anm. 6] Provinz Starkenburg, Kreis Bensheim
- ab 1938: Deutsches Reich, Volksstaat Hessen, Landkreis Darmstadt[10][Anm. 7]
- ab 1945: Amerikanische Besatzungszone,[Anm. 8] Groß-Hessen, Regierungsbezirk Darmstadt, Landkreis Darmstadt
- ab 1946: Amerikanische Besatzungszone, Hessen, Regierungsbezirk Darmstadt, Landkreis Darmstadt
- ab 1949: Bundesrepublik Deutschland, Hessen, Regierungsbezirk Darmstadt, Landkreis Darmstadt
- ab 1977: Bundesrepublik Deutschland, Hessen, Regierungsbezirk Darmstadt, Landkreis Darmstadt-Dieburg, Gemeinde Alsbach-Hähnlein[Anm. 9]

## Bevölkerung

### Einwohnerentwicklung
| • 1629: | 082 Hausgesesse           |
| • 1806: | 455 Einwohner, 82 Häuser  |
| • 1829: | 579 Einwohner, 86 Häuser  |
| • 1867: | 711 Einwohner, 120 Häuser |

| Alsbach: Einwohnerzahlen von 1791 bis 2011 | Alsbach: Einwohnerzahlen von 1791 bis 2011 | Alsbach: Einwohnerzahlen von 1791 bis 2011 | Alsbach: Einwohnerzahlen von 1791 bis 2011 | Alsbach: Einwohnerzahlen von 1791 bis 2011 |
| --- | ------------------------------------------ | ------------------------------------------ | ------------------------------------------ | ------------------------------------------ |
| Jahr |                                            |                                            |                                            | Einwohner                                  |
| 1791 | 1791                                       |                                            | 377                                        | 377                                        |
| 1800 | 1800                                       |                                            | 416                                        | 416                                        |
| 1806 | 1806                                       |                                            | 455                                        | 455                                        |
| 1829 | 1829                                       |                                            | 579                                        | 579                                        |
| 1834 | 1834                                       |                                            | 557                                        | 557                                        |
| 1840 | 1840                                       |                                            | 598                                        | 598                                        |
| 1846 | 1846                                       |                                            | 680                                        | 680                                        |
| 1852 | 1852                                       |                                            | 691                                        | 691                                        |
| 1858 | 1858                                       |                                            | 686                                        | 686                                        |
| 1864 | 1864                                       |                                            | 659                                        | 659                                        |
| 1871 | 1871                                       |                                            | 666                                        | 666                                        |
| 1875 | 1875                                       |                                            | 669                                        | 669                                        |
| 1885 | 1885                                       |                                            | 748                                        | 748                                        |
| 1895 | 1895                                       |                                            | 791                                        | 791                                        |
| 1905 | 1905                                       |                                            | 996                                        | 996                                        |
| 1910 | 1910                                       |                                            | 1.075                                      | 1.075                                      |
| 1925 | 1925                                       |                                            | 1.197                                      | 1.197                                      |
| 1939 | 1939                                       |                                            | 1.576                                      | 1.576                                      |
| 1946 | 1946                                       |                                            | 2.205                                      | 2.205                                      |
| 1950 | 1950                                       |                                            | 2.237                                      | 2.237                                      |
| 1956 | 1956                                       |                                            | 2.454                                      | 2.454                                      |
| 1961 | 1961                                       |                                            | 2.906                                      | 2.906                                      |
| 1967 | 1967                                       |                                            | 3.238                                      | 3.238                                      |
| 1970 | 1970                                       |                                            | 3.319                                      | 3.319                                      |
| 1980 | 1980                                       |                                            | ?                                          | ?                                          |
| 1990 | 1990                                       |                                            | ?                                          | ?                                          |
| 2000 | 2000                                       |                                            | ?                                          | ?                                          |
| 2011 | 2011                                       |                                            | 5.769                                      | 5.769                                      |
| Datenquelle: Historisches Gemeindeverzeichnis für Hessen: Die Bevölkerung der Gemeinden 1834 bis 1967. Wiesbaden: Hessisches Statistisches Landesamt, 1968. Weitere Quellen: LAGIS; 1791; 1800; Zensus 2011 |                                            |                                            |                                            |                                            |

### Einwohnerstruktur 2011
Nach den Erhebungen des Zensus 2011 lebten am Stichtag, dem 9. Mai 2011, in Alsbach 5796 Einwohner. Darunter waren 579 (10,0 %) Ausländer.
Nach dem Lebensalter waren 1002 Einwohner unter 18 Jahren, 2467 zwischen 18 und 49, 1377 zwischen 50 und 64 und 1047 Einwohner waren älter.
Die Einwohner lebten in 2577 Haushalten. Davon waren 759 Singlehaushalte, 708 Paare ohne Kinder und 831 Paare mit Kindern, sowie 231 Alleinerziehende und 45 Wohngemeinschaften. In 462 Haushalten lebten ausschließlich Senioren und in 1791 Haushaltungen lebten keine Senioren.

### Historische Religionszugehörigkeit
| • 1829: | 547 lutheranische (= 94,47 %), 31 jüdische (= 5,35 %) und ein katholischer (= 0,17 %) Einwohner |
| • 1961: | 2189 lutheranische (= 75,33 %), 581 katholische (= 19,99 %) Einwohner                           |

## Wappen und Flagge
Wappen

Blasonierung: „In Blau eine silberne Lilie über einem gestürzten silbernen Halbmond, begleitet von drei silbernen Sternen (2:1).“
Das Wappen wurde der Gemeinde Alsbach im damaligen Kreis Darmstadt im Jahr 1929 durch den Hessischen Innenminister genehmigt.
Gestaltet wurde es durch den Darmstädter Heraldiker Georg Massoth.
Schon das SIGIL DES GERICHTS ZV ALSBACH 1622 zeigt im Siegelfeld eine Lilie über einem gestürzten Halbmond. Darüber befand sich jedoch noch ein von zwei schräg übereinander gestellten Sternen begleitetes A.
Auch auf einem gemeindlichen Trinkgefäß aus dem Jahr 1767 ist ein gestürzte Halbmond zu sehen.
 Flagge 
Die Flagge wurde der Gemeinde am 16. November 1963 genehmigt und wird wie folgt beschrieben:
„Auf verbreiterter weißer Mittelbahn des rot-weiß-roten Flaggentuches aufgelegt das Gemeindewappen.“

## Kultur und Sehenswürdigkeiten

### Kulturdenkmäler
- Schloss Alsbach
- Hinkelstein
- Evangelische Kirche Alsbach

### Schutzgebiete
Die Waldflächen in der Gemarkung von Alsbach sind zum großen Teil als Natura 2000-Gebiet „Kniebrecht, Melibocus und Orbishöhe bei Seeheim-Jugenheim, Alsbach und Zwingenberg“ geschützt (FFH-Gebiet 6217-305).

### Regelmäßige Veranstaltungen
- Christi Himmelfahrt: Görschelfest
- September: Kerb[19]
- Dezember: Weihnachtsmarkt[20]

## Persönlichkeiten, die mit dem Ort in Verbindung stehen
- Ernst Pasqué (1821–1892), Opernsänger, Musiker und Autor, wohnte in Alsbach
- Benno Elkan (1877–1960), Bildhauer und Medailleur, lebte 1911 bis 1919 in Alsbach
- Elisabeth Grümmer (1911–1986), Opernsängerin, wohnte in Alsbach
- Renate Riemeck (1920–2003), Historikerin und Friedensaktivistin, wohnte in Alsbach
- Ronald Dingeldey (1930–2016), letzter Präsident des Fernmeldetechnischen Zentralamtes, wurde in Alsbach geboren
- Bodo Maria (* 1943) bürgerlicher Name Bodo Schäfer, Unternehmer, Sänger, Komponist und Liedertexter, Darsteller James in Dinner for one, wohnt in Alsbach.
- Hanno Balitsch (* 1981), Fußballspieler, spielte in den Jugendmannschaften des FC Alsbach
- Sebastian Rode (* 1990), Fußballspieler, spielte in den Jugendmannschaften des FC Alsbach